# Terry Chimes
Terry Chimes (Stepney, Londres, 5 de julho de 1956) é um músico inglês, conhecido por ser o baterista original do grupo de punk rock The Clash. Ele tocou originalmente com o The Clash de julho de 1976 a novembro de 1976; de janeiro de 1977 a abril de 1977; e, novamente, de maio de 1982 a fevereiro de 1983.
Ele fez também uma breve turnê com o Black Sabbath de novembro a dezembro de 1987, e novamente em maio de 1988.

## The Clash
Terry Chimes era um membro da banda de proto-punk London SS, que tinha também como membro Mick Jones e Paul Simonon que, junto com Chimes, juntaram-se a Joe Strummer e Keith Levene para formar o The Clash.
Posteriormente, Chimes e Levene deixaram a banda. Mas, no entanto, Chimes foi trazido de volta à banda para gravar o álbum de estréia, intitulado simplesmente de The Clash. No encarte do álbum, ele foi creditado como Tory Crimes. Após o lançamento do álbum, Chimes deixou a banda novamente, sendo, assim, substituído pelo baterista Topper Headon.
Em 1982, Headon foi demitido da banda devido aos problemas com drogas e Chimes foi convidado a se juntar novamente à banda para uma turnê pelos Estados Unidos. Ele está no video clipe da música "Rock the Casbah".

## Outras bandas
Após deixar o The Clash, Chimes tocou bateria em diversos outros grupos de rock and roll. Tocou na banda Johnny Thunders and the Heartbreakers por um breve período de tempo, de 1977 a 1984. Tocou na Cowboys International em 1979. Assusmiu as baquetas da banda Generation X de 1979 a 1980. Juntou-se ao Hanoi Rocks em 1985. Participou também da "The Cherry Bombz" em 1986, e, por fim, de 1987 a 1988, acabou por fazer uma turnê com o Black Sabbath para promover o álbum "The Eternal Idol".

## Posteriormente
Em 2003, ele foi induzido no Rock and Roll Hall of Fame como membro do The Clash, onde ele mencionou o seu apreciamento ao trabalho do baterista Topper Headon. No entanto, ele não foi incluído para ser induzido como membro do Black Sabbath quando o mesmo foi consagrado em 2006.

## Vida pessoal
Chimes é católico praticante. Desde 1994, ele trabalha como quiroprático em Essex na sua clínica, Chimes Chiropractic. Ele também faz seminários de quiropraxia.